# Гіллдейл (Пенсільванія)
Гіллдейл (англ. Hilldale) — переписна місцевість (CDP) в США, в окрузі Лузерн штату Пенсільванія. Населення — 1120 осіб (2020).

## Географія
Гіллдейл розташований за координатами 41°17′13″ пн. ш. 75°50′8″ зх. д. / 41.28694° пн. ш. 75.83556° зх. д. (41.286858, -75.835628).  За даними Бюро перепису населення США в 2010 році переписна місцевість мала площу 2,21 км², уся площа — суходіл.

## Демографія
Згідно з переписом 2010 року, у переписній місцевості мешкало 1246 осіб у 544 домогосподарствах у складі 401 родини. Густота населення становила 564 особи/км².  Було 557 помешкань (252/км²).
Расовий склад населення:
| - 97,9 % — білих - 0,6 % — азіатів - 1,0 % — осіб інших рас |

До двох чи більше рас належало 0,6 %. Частка іспаномовних становила 1,4 % від усіх жителів.
За віковим діапазоном населення розподілялося таким чином: 13,7 % — особи молодші 18 років, 65,3 % — особи у віці 18—64 років, 21,0 % — особи у віці 65 років та старші. Медіана віку мешканця становила 52,1 року. На 100 осіб жіночої статі у переписній місцевості припадало 95,9 чоловіків;  на 100 жінок у віці від 18 років та старших — 94,0 чоловіків також старших 18 років.
Середній дохід на одне домашнє господарство  становив 68 694 долари США (медіана — 55 485), а середній дохід на одну сім'ю — 78 345 доларів (медіана — 75 179). За межею бідності перебувало 5,8 % осіб, у тому числі 0,0 % дітей у віці до 18 років та 0,0 % осіб у віці 65 років та старших.
Цивільне працевлаштоване населення становило 479 осіб. Основні галузі зайнятості: освіта, охорона здоров'я та соціальна допомога — 37,6 %, роздрібна торгівля — 20,7 %, виробництво — 9,4 %, мистецтво, розваги та відпочинок — 6,7 %.